# 2002 PU170
2002 PU170, também escrito como 2002 PU170, é um objeto transnetuniano (TNO) que está localizado no cinturão de Kuiper, uma região do Sistema Solar. Ele é classificado como um twotino, pois, o mesmo está em uma ressonância orbital de 1:2 com o planeta Netuno. O mesmo possui uma magnitude absoluta de 7,1 e tem um diâmetro com cerca de 149 km.

## Descoberta
2002 PU170 foi descoberto no dia 5 de agosto de 2002.

## Órbita
A órbita de 2002 PU170 tem uma excentricidade de 0,222 e possui um semieixo maior de 47,573 UA. O seu periélio leva o mesmo a uma distância de 37,031 UA em relação ao Sol e seu afélio a 58,115 UA.